# Ferdinand Boese
Ferdinand Boese, též Ferdinand Böse (??? – únor 1885 Prostějov) byl moravský a rakouský politik německé národnosti, během revolučního roku 1848 radikálně demokratický poslanec rakouského Říšského sněmu.

## Biografie
Během revolučního roku 1848 se zapojil do politického dění. Ve volbách roku 1848 byl zvolen na rakouský ústavodárný Říšský sněm. Zastupoval volební obvod Klášterní Hradisko (jinde zmiňován obvod Mohelnice). Uvádí se jako mlynář a rolník. Patřil ke sněmovní pravici. Nekrolog v listu Bohemia ho ale naopak řadí mezi představitele německé liberální levice.
V roce 1878 se mezi nově zvolenými členy silničního výboru na Prostějovsku ze skupiny měst uvádí i Ferdinand Böse, měšťan v Prostějově.
Zemřel koncem února 1885.